# Косавски замък
Косавският замък (Дворец на Пусловски) (на беларуски: Косаўскі замак) е ретроготически паметник от 19 век край беларуското градче Косава, Брестка област. Заради приказния му вид и разкош, дворецът на графовете Пусловски е наричан „Рицарски мечти“. Неотдавна специална комисия на ЮНЕСКО признава двореца за перспективен международен туристически обект и отпуска за възстановяването му 50 хиляди долара.

## История
Градчето Косава е известно от 1494 година, когато великият литовски княз Александър Ягелончик, подарява тези земи на своя маршал Ян Хрептович. В течение на няколко столетия собственици на Косава са именити фамилии – Хрептовичи, Сангушко, Флеминги, Чарторийски, Сапеги. През 1821 година имението е купено от войводата Казимир Пусловски, който основава в Косава фабрика за килими, а в околностите построява или ремонтира около 60 храма. Намира се близо до имението на Меречевшчин, където е роден Тадеуш Косцюшко, национален герой на Полша, Беларус и САЩ.
Именно Казимир, през 1838 година, започва строителството на разкошния замък. След него имението е наследено от сина му Вандалин Пусловски, крупен индустриалец и любител на изкуствата, който продължава изграждането на двореца. Автор на проекта е варшавският архитект Франтишек Яшчалд, а през втората половина на века над реконструкцията му работи Владислав Маркони.
Сред гостите на двореца могат да се изброят множество известни личности – беларуският литератор, музикант и художник Наполеон Орда, писателите Хенрик Сенкевич и Елиза Ажешко, маршал Йозеф Пилсудски, историкът и писател Вацлав Ластовски и други. Благодарение на рисунките на Наполеон Орда днес знаем как е изглеждал дворецът по времето на Пусловски.
Третият собственик Леонард Пусловски продава имението за 700 хиляди рубли, за да изплати дълговете си, направени при игра на карти. Дворецът е купен от руския търговец Александров, който малко по-късно, го продава на двойна цена на княгиня Ана Трубецка. След нея собственик на имота става княгиня Обомалек, последвана от принц Олденбургски.
През Първата световна война дворецът е разграбен и частично разрушен. Изчезват колекцията от редки ръкописи, скулптурите, картините и всички скъпоценности. Тогава безвъзвратно са унищожени паркът и оранжерията. До наши дни от тях са се съхранили само малко люлякови и глогови храсти. Много от ценностите са изнесени извън страната. От 1921 до 1939 година дворецът принадлежи на Полша и в него се помещават окръжното управление и училище за пчеловъдство и градинарство.
Най-големи разрушения сградите преживяват през Втората световна война, въпреки че окупаторите не докосват двореца. На неговата територия и в града са създадени 4 гета, в които практически е унищожено цялото еврейско население на Косава и с това броят на жителите му намалява седем пъти. През 1944 година огромен пожар, предизвикан от местните партизани, унищожава всички останали помещения и се запазват само величествените стени. Дворецът е изгорен, тъй като партизаните са се опасявали, че нашествениците могат да устроят в него засада. Пожарът гори цели 10 дни, а стълбът от дим виси над него в продължение на месец. Заедно със замъка е изгорен и домът на Косцюшко, в който се е настанил немски щаб.
След войната дворецът и целият му терен стават собственост на Държавния лесовъден фонд, по нареждане на който са изкоренени всички ценни дървета. Великолепните тераси са засадени с борове, които с годините скриват постройките.

## Архитектура
Дворецът на Пусловски е един от най-късно издигнатите в Беларус, а строителството му продължава 10 години. Архитектурният стил на двореца е определен като ретроготика и огромната бяла сграда с назъбени кули прилича на европейските отбранителни замъци. По онова време такава архитектура се приема като политически протест срещу официалната идеология на царска Русия.
Ансамбълът е построен на изкуствено създаден хълм, а дворецът, зедно с парка, заема площ от 40 ха. По оста на симетрията са разположени входен портик, цветни лехи на фигури, алеи, дворецът, терасите и оста завършва в езеро с острови. Влизането в територията на комплекса става през 3 портика. Главният вход се намира в посока Ружани, а на север води Северният портик. Към град Косава е изграден Ловният портик, но археолозите не са успели да открият точното му местоположение.
Дворецът има правилна геометрична форма и симетрична композиция. Състои се от централен двуетажен корпус с две странични крила, свързани помежду си с тесни галерии, прорязани с островърхи арки. По целия си периметър стените са украсени със зъбци. В едно от крилата на двореца се намират художествената галерия и библиотеката, която съдържа около 10 000 редки книги. В другото крило са радположени спалните помещения.
Благодарение на назъбените му кули, прорязани от тесни бойници, ансамбълът напомня по-скоро на отбранително съоръжение, отколкото на дворец. Затова понякога е наричан „малък замък“. Всяка от 12-те кули има осмоъгълна форма в план и символизира един от месеците на годината. По-високи от останалите са четирите централно разположени кули, които са посветени на урожайните май, юни, юли и август. Най-високи са тези, символизиращи юли и август.
Дворецът съдържа 132 помещения, като нито едно от тях не прилича на друго. Благодарение на системата от коридори и особеното разположение на прозорците, в продължение на 2,5 дни през годината слънчевата светлина напълно залива един от покоите. В тези дни собствениците празнуват „Деня на стаята“, украсявайки я изобилно и прекарвайки в нея почти цялото си време.
В двореца има многобройни разкошни зали и всяка от тях има свое име и специално предназначение. В Бялата зала, украсена с плочки, се танцува на големи, шумни балове. В Черната се играе на карти, а в Розовата се изпълнява и слуша музика. Съществуват още Синя, Сребърна, Златна, Стъклена, Огледална и още много други. Всяко помещение е украсено с гоблени, килими, мраморни декоративни камини и скулптури. Сигурно е още, че във всички помещения е било инсталирано подово отопление.
На втория етаж е разположена Парадната зала, чиито стени са изрисувани от известни и неизвестни художници от онова време. Според реставраторите тя е била силно впечатляваща, тъй като се предполага, че под дебелия ѝ стъклен под, сред водорасли, плуват екзотични риби. По време на реставрацията става ясно, че плочките за двореца са доставени от Австрия, а системата за парно отопление е произведена в предприятие в град Стапорков, Полша. Тухлите за строителството са докарвани отдалеч, извън границите на страната.

## Парк
Около двореца е имало прекрасен парк, в който са растели повече от 150 вида екзотични растения, а за особено редките видове е устроена оранжерия. Паркът се спуска живописно към три изкуствени езера.
В западната част на парка е изграден параклис, разположен върху терен във вид на кръг, обрасъл със зеленика. В западната страна, към терасите, са изградени помощни помещения, които включват кухня, пивоварна и конюшня. Пространството между пивоварната и езерото е заето от овощна градина, оранжерия и къщата на градинаря.
На терасите са поставени фонтани с широки корита. Характерни елементи на парка са скулптурите. В североизточната му част, на река Косава, има система от три езера, разделени с бентове, чиито брегове са обрасли с бели плачещи върби.

## Съвременно състояние
Независимо от разрушенията, Косавският замък все още е впечатляващ и привлекателен. От 2008 година в него работят реставратори, а по план възстановяването му ще завърши през 2018 година.
През първите 3 години, за реставрацията са усвоени повече от 11 милиарда рубли, от резиденцията са изнесени почти 3000 m3 боклуци. Направена е хидроизолация на фундаментите и е създадено инженерна инфраструктура – прекарани са ток и вода и е възстановена и изградена наново канализацията. Възстановени са вътрешните стени на сградата и е започнала работа по прозорците и боядисване на фасадите.

## Легенди
Като всеки дворец или замък, и Косавският има своите легенди. Например, местните жители разказват, че за охрана на двореца собственикът е държал един лъв, който бил пускан през нощта да броди по коридорите.
Според друга легенда, в двореца съществува подземен проход, по който за един час може да се стигне до другата резиденция на фамилията Сапега, намираща се в градчето Ружани, на 20 km от Косава. При това той е толкова голям, че през него спокойно може да се препуска на кон, или дори да мине карета с тройка коне.
Музикалната легенда гласи, че ако някой пляска с ръце, застанал под прозорец на втория етаж в източната страна, сводовете на сградата започват да издават мелодични звуци.
Местните хора говорят, че графиня Пусловска много обичала да се вози на шейна. Затова графът нареждал терасите на парка плътно да се покрият със сол, за да може тя да продължи да го прави даже и през лятото.
- Една от кулите
- Кулата отвътре
- Задната фасада